# Industria 4.0

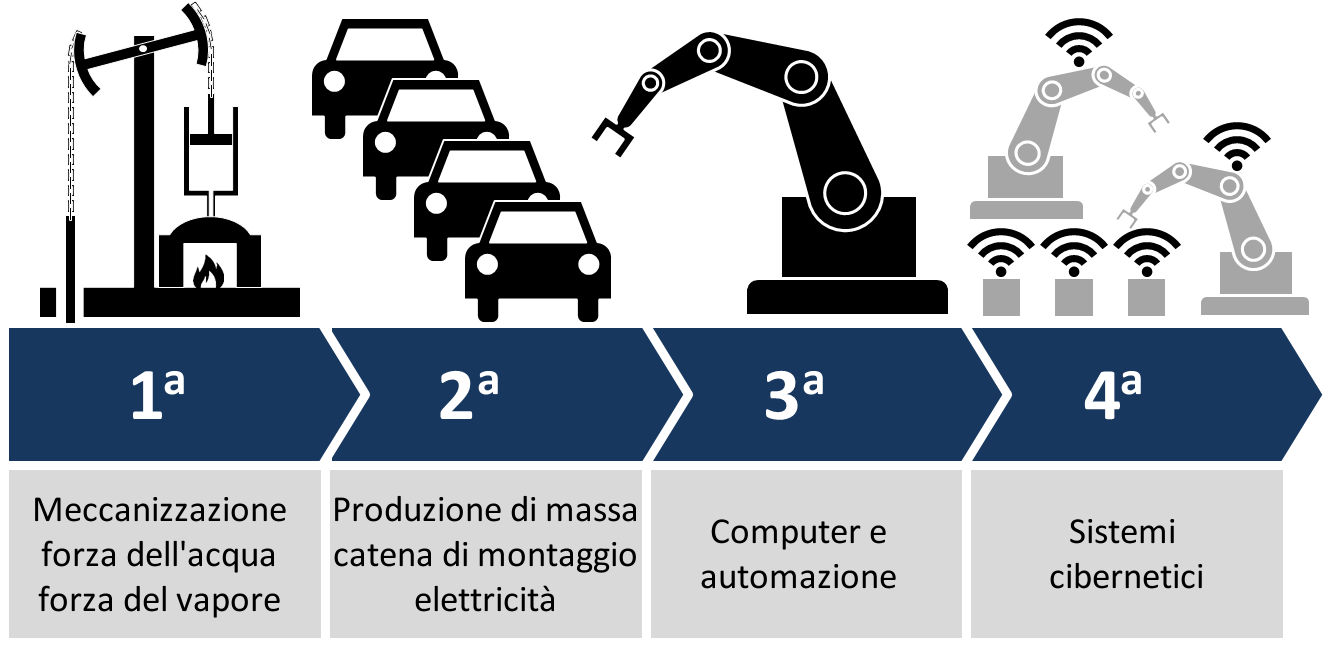
Rivoluzioni industriali e future tendenze

Il termine Industria 4.0 è la propensione dell'odierna automazione industriale a inserire alcune nuove tecnologie produttive per migliorare le condizioni di lavoro, creare nuovi modelli di business, aumentare la produttività degli impianti e migliorare la qualità dei prodotti. Sul miglioramento delle condizioni di lavoro non vi è un sostanziale accordo tra gli studiosi. Per alcuni infatti il miglioramento delle condizioni di lavoro sarebbe solo una promessa, peraltro non inedita, che ogni trasformazione tecnico-organizzativa porta con sé.

## Origini del nome

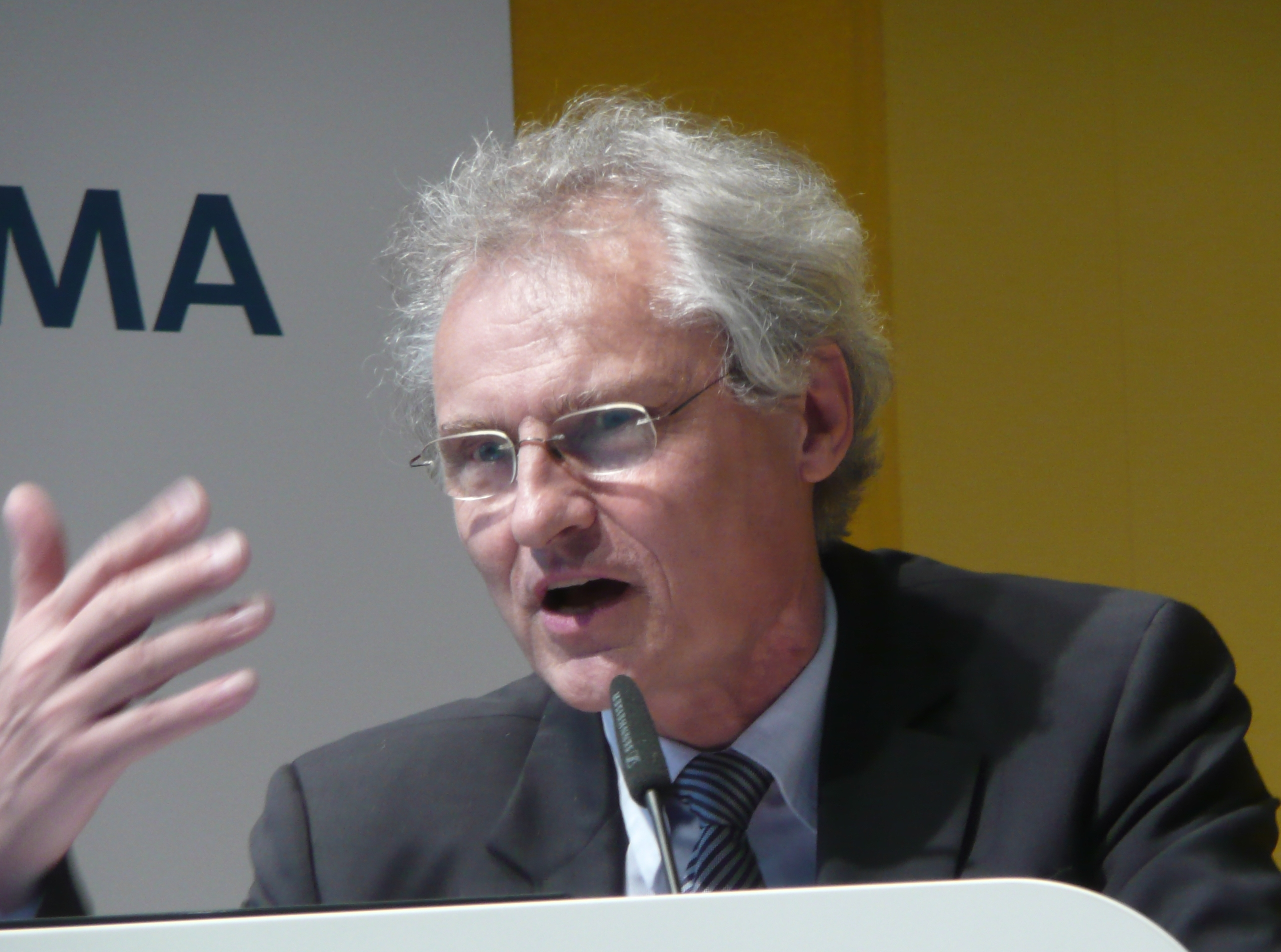
Henning Kagermann (uno dei creatori del termine "Industrie 4.0") nel 2011.

L'industria 4.0 prende il nome dall'iniziativa europea Industry 4.0, a sua volta ispirata ad un progetto del governo tedesco. Nello specifico la paternità del termine tedesco Industrie 4.0 viene attribuita a Henning Kagermann, Wolf-Dieter Lukas e Wolfgang Wahlster, che lo impiegarono per la prima volta in una comunicazione tenuta alla Fiera di Hannover del 2011, in cui preannunciarono lo Zukunftsprojekt Industrie 4.0. Concretizzato alla fine del 2013, il progetto per l'industria del futuro Industrie 4.0 prevedeva investimenti su infrastrutture, scuole, sistemi energetici, enti di ricerca e aziende per ammodernare il sistema produttivo tedesco e riportare la manifattura tedesca ai vertici mondiali, rendendola competitiva a livello globale.

## Descrizione

### Il concetto di "Quarta rivoluzione industriale"
I risultati ottenuti dalla Germania a livello produttivo hanno portato altri paesi a perseguire questa politica; per questo sono stati svolti numerosi studi: tra i più conosciuti, quelli di McKinsey, Boston Consulting ed osservatori del Politecnico di Milano. Questi studi hanno definito gli effetti delle nuove strategie ("Quarta rivoluzione industriale") sul contesto sociale ed economico.
Dalla ricerca The Future of the Jobs presentata al World Economic Forum è emerso che i fattori tecnologici e demografici influenzeranno profondamente l'evoluzione del lavoro. La tecnologia del cloud e la flessibilizzazione del lavoro hanno iniziato a influenzare le dinamiche già a partire dal 2016. Secondo lo studio, l'effetto sarà la creazione di 2 milioni di nuovi posti di lavoro, ma contemporaneamente ne spariranno 7, con un saldo netto negativo di oltre 5 milioni di posti di lavoro. L'Italia ne uscirà con un pareggio (200.000 posti creati e altrettanti persi), meglio di altri paesi come Francia e Germania. A livello di gruppi professionali, le perdite si concentreranno nelle aree amministrative e della produzione: rispettivamente 4,8 e 1,6 milioni di posti distrutti. Secondo la ricerca, compenseranno parzialmente queste perdite l’area finanziaria, il management, l’informatica e l’ingegneria. Cambiano di conseguenza le competenze e abilità ricercate: nel 2020 il problem solving rimarrà la competenza più ricercata, e parallelamente, diventeranno più importanti il pensiero critico e la creatività. 
In Italia, il primo piano di Industria 4.0 è stato introdotto nel 2016 dal Ministro dello Sviluppo Economico Carlo Calenda. Oltre al superammortamento per i beni strumentali, che era stato presentato pochi mesi prima, Industria 4.0 includeva l’iperammortamento per le tecnologie digitali, la Nuova Sabatini, il patent box, un’ampia dotazione di crediti di imposta per la ricerca. Il primo Governo Conte ha sospeso Industria 4.0 ma una nuova versione del piano è stata introdotta nel 2019 dal Ministro dello Sviluppo Economico del secondo Governo Conte Stefano Patuanelli. Questa misura più recente ha preso il nome di "Transizione 4.0" ed è stata finanziata anche grazie ai fondi del PNRR.

### Il concetto dismart factory

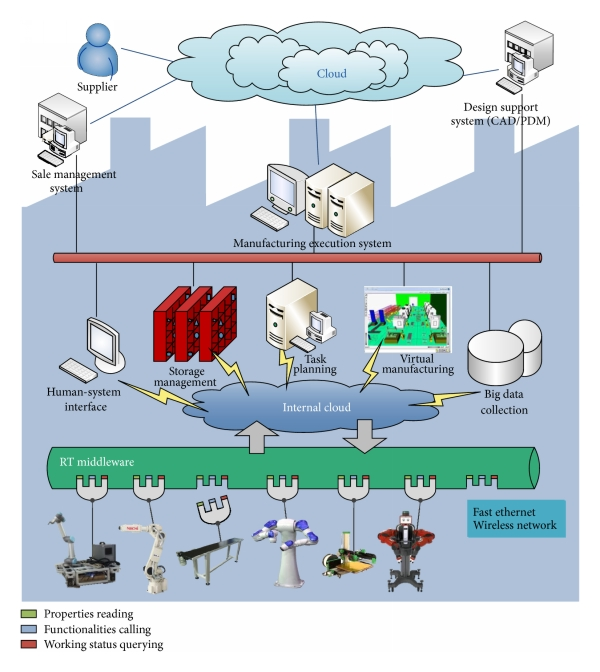
Architettura di un sistema di smart factory

L’industria 4.0 passa per il concetto di smart factory, che si compone di tre parti:
- Smart production: nuove tecnologie produttive che creano collaborazione tra tutti gli elementi presenti nella produzione ovvero collaborazione tra operatore, macchine e strumenti.
- Smart service: tutte le “infrastrutture informatiche” e tecniche che permettono di integrare i sistemi; ma anche tutte le strutture che permettono, in modo collaborativo, di integrare le aziende (fornitore – cliente) tra loro e con le strutture esterne (strade, centri, gestione dei rifiuti, ecc.).
- Smart energy: tutto questo sempre con un occhio attento ai consumi energetici, creando sistemi più performanti e riducendo gli sprechi di energia secondo i paradigmi tipici dell'energia sostenibile.

La chiave di volta dell’industria 4.0 sono i sistemi ciberfisici (CPS), ovvero sistemi fisici che sono strettamente connessi con i sistemi informatici e che possono interagire e collaborare con altri sistemi CPS. Questo sta alla base della decentralizzazione e della collaborazione tra i sistemi, che è strettamente connessa con il concetto di Industria 4.0.

### Le tecnologie abilitanti
Da uno studio di Boston Consulting emerge che la quarta rivoluzione industriale si centra sull’adozione di alcune tecnologie definite "tecnologie abilitanti"; alcune di queste sono “vecchie” conoscenze, concetti già presenti ma che non hanno mai sfondato il muro della divisione tra ricerca applicata e sistemi di produzione veri e propri; oggi, invece, grazie all’interconnessione e alla collaborazione tra sistemi, il panorama del mercato globale sta cambiando portando alla personalizzazione di massa, diventando di interesse per l'intero settore manifatturiero.
Le nove tecnologie abilitanti definite da Boston Consulting sono:
- Advanced manufacturing solution: sistemi avanzati di produzione, ovvero sistemi interconnessi e modulari che permettono flessibilità e rendimento. In queste tecnologie rientrano i sistemi di movimentazione dei materiali automatici e la robotica avanzata, che entra sul mercato anche con i robot collaborativi o cobot.
- Additive manufacturing: sistemi di produzione additiva che aumentano l'efficienza dell’uso dei materiali.

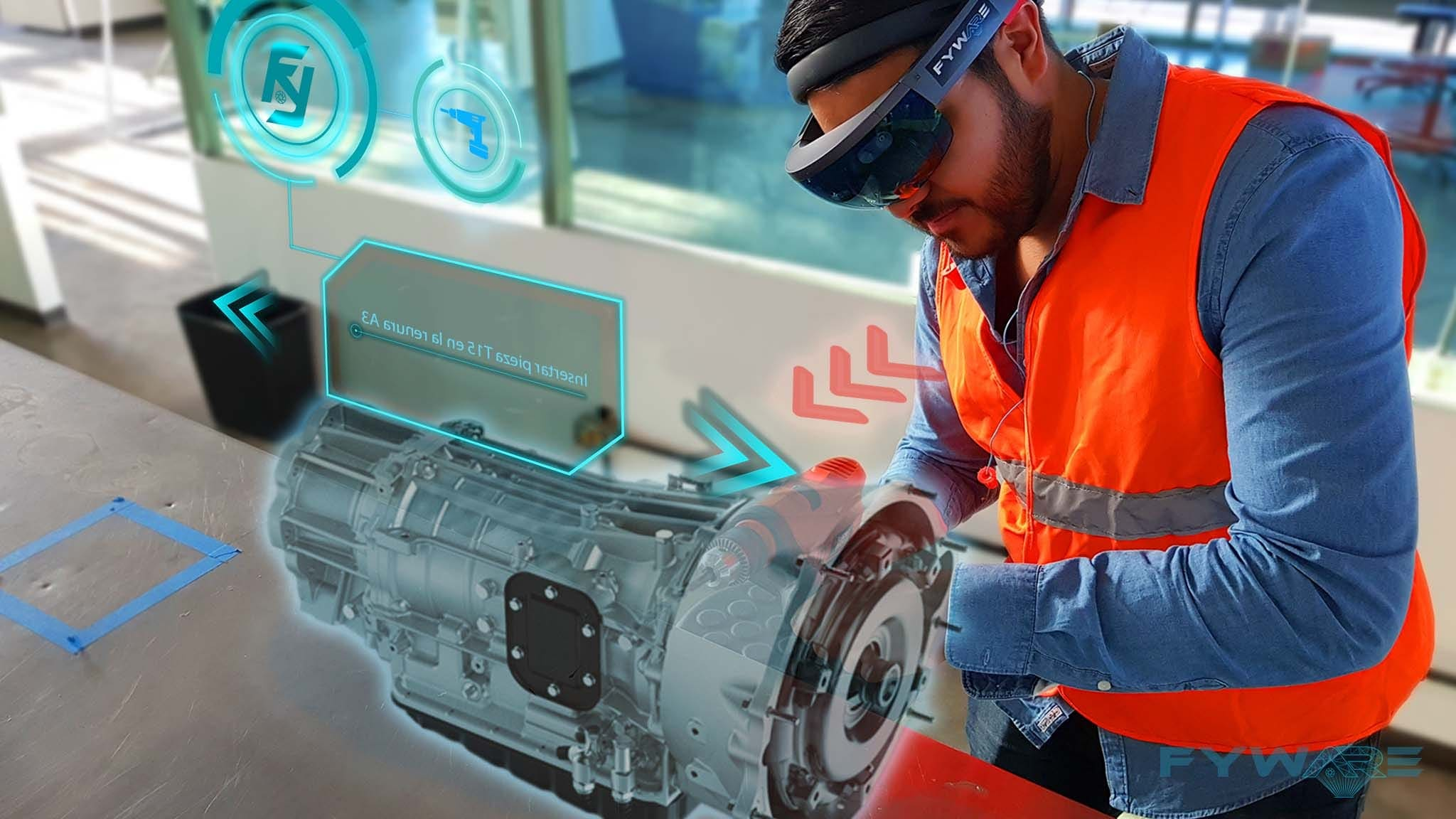
Esempio di utilizzo della realtà aumentata per la formazione in ambito industriale.

- Realtà aumentata: sistemi di visione con realtà aumentata per guidare meglio gli operatori nello svolgimento delle attività quotidiane.
- Simulazioni: simulazione tra macchine interconnesse per ottimizzare i processi.
- Integrazione orizzontale e verticale: integrazione e scambio di informazioni in orizzontale e in verticale, tra tutti gli attori del processo produttivo.
- Industrial internet: comunicazione tra elementi della produzione, non solo all’interno dell'azienda, ma anche all’esterno, grazie all'utilizzo di internet.
- Cloud: implementazione di tutte le tecnologie cloud, come l'archiviazione online delle informazioni, l’uso del cloud computing, di servizi esterni di analisi dati, ecc. Nel cloud sono contemplate anche le tecniche di gestione di grandissime quantità di dati attraverso sistemi aperti.
- Sicurezza informatica: l’aumento delle interconnessioni interne ed esterne aprono la porta a tutta la tematica della sicurezza delle informazioni e dei sistemi che non devono essere alterati dall’esterno.
- Big Data Analytics: tecniche di gestione di grandissime quantità di dati attraverso sistemi aperti che permettono previsioni o predizioni.

L'Osservatorio Industria 4.0 del Politecnico di Milano fornisce un'ulteriore classificazione di sei tecnologie abilitanti, cosiddette "tecnologie intelligenti", raggruppandole in due grandi sottoinsiemi di tecnologie digitali innovative, cioè le tecnologie dell'informazione (IT) e le tecnologie operazionali (OT).
Rientrano nel primo gruppo:

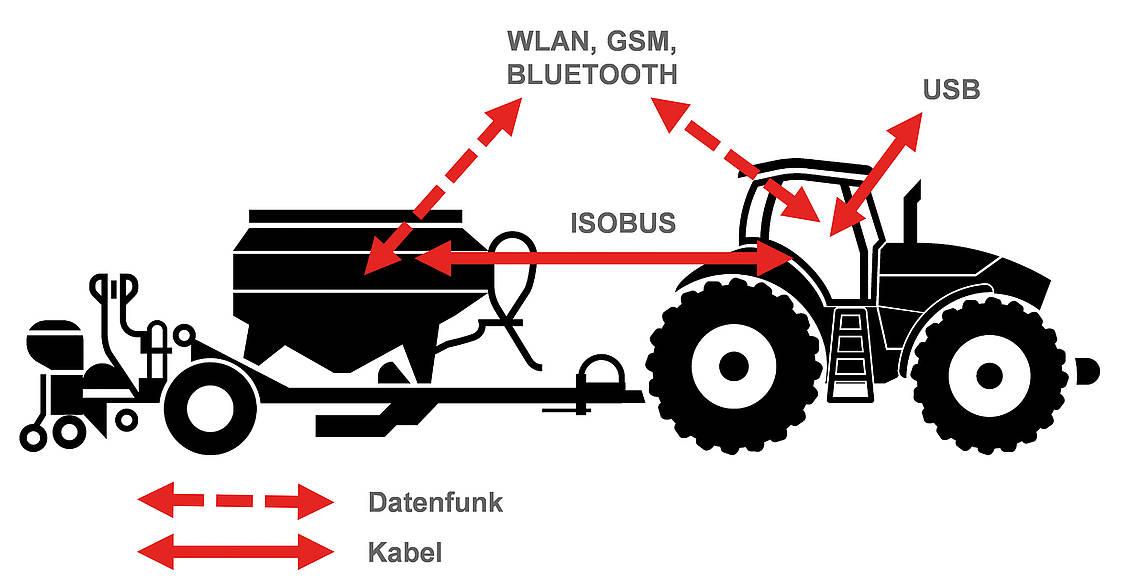
Esempio di Internet of things applicato all'ambito dell'agricoltura

- Industrial Internet of Things: tecnologie basate su smart objects e reti intelligenti.
- Industrial Analytics: tecnologie in grado di sfruttare le informazioni celate nei big data.
- Cloud Manufacturing: applicazione in ambito manifatturiero del cloud computing.

Rientrano nel secondo gruppo:
- Advanced Automation: tecnologie affini alla robotica, con riferimento ai più recenti sistemi di produzione automatizzati.
- Advanced Human Machine Interface (HMI): dispositivi indossabili e nuove interfacce uomo/macchina.
- Additive Manufacturing: categoria di tecnologie affine a quanto già individuato da Boston Consulting.

Secondo stime di Federmeccanica pubblicate nel 2016, l'adozione delle tecnologie abilitanti dovrebbe contribuire alla riduzione del time to market e dei costi di personalizzazione dell'offerta, con ulteriori benefici in termini di produttività dei fattori e informazioni disponibili sui processi di produzione.